# UNAMIR Medaille
De UNAMIR Medaille is een van de Medailles voor Vredesmissies van de Verenigde Naties.
UNAMIR is de afkorting van United Nations Assistance Mission for Rwanda, een vredesoperatie in Rwanda. Nederlandse deelnemers kwamen in aanmerking voor de Herinneringsmedaille VN-Vredesoperaties. De secretaris-generaal van de Verenigde Naties kende de deelnemende militairen en politieagenten de UNAMIR Medaille toe. Zij kregen de bronzen medaille aan een lint dat de kleuren van de vlag van Rwanda combineerde met het lichtblauw van de vlag van de Verenigde Naties.